# شامپدرپراتز
شامپدرپراتز (به ایتالیایی: Champdepraz) یک کومونه در ایتالیا است که در واله دائوستا واقع شده‌است.

## خصوصیات
شامپدرپراتز ۴۸ کیلومترمربع مساحت و ۶۸۱ نفر جمعیت دارد و ۵۲۳ متر بالاتر از سطح دریا واقع شده‌است.